# ماككيني
ماككيني (بالإنجليزية: McKinney)‏ هي مدينة أمريكية تقع في ولاية تكساس.تبلغ مساحة هذه المدينة 151.5 (كم²)،ويبلغ عدد سكانها 131117 نسمة حسب إحصاء سنة 2010 م.

## التركيبة السكانية
حدّد مكتب تعداد الولايات المتحدة بيانات التركيبة السكانية لماككيني في تعداد الولايات المتحدة. في ما يلي، التركيبة السكانية حسب تعدادي 2000 و2010.

### تعداد عام 2000
بلغ عدد سكان ماككيني 54,369 نسمة بحسب تعداد عام 2000، وبلغ عدد الأسر 18,186 أسرة وعدد العائلات 13,974 عائلة مقيمة في المدينة. في حين سجلت الكثافة السكانية 310.1 نسمة لكل كيلومتر مربع (803.2/ميل2). وبلغ عدد الوحدات السكنية 19,462 وحدة بمتوسط كثافة قدره 111 لكل كيلومتر مربع (287.5/ميل2).
وتوزع التركيب العرقي للمدينة بنسبة 78.40% من البيض و7.20% من الأمريكيين الأفارقة و0.54% من الأمريكيين الأصليين و1.49% من الأمريكيين ذوي الأصول الآسيوية و0.06% من سكان جزر المحيط الهادئ و10.23% من الأعراق الأخرى و2.07% من عرقين مختلطين أو أكثر و18.16% من الهسبانيون أو اللاتينيون من أي عرق.
بلغ عدد الأسر 18,186 أسرة كانت نسبة 47.9% منها لديها أطفال تحت سن الثامنة عشر تعيش معهم، وبلغت نسبة الأزواج القاطنين مع بعضهم البعض 63.6% من أصل المجموع الكلي للأسر، ونسبة 9.5% من الأسر كان لديها معيلات من الإناث دون وجود شريك، بينما كانت نسبة 3.7% من الأسر لديها معيلون من الذكور دون وجود شريكة وكانت نسبة 23.2% من غير العائلات. تألفت نسبة 19% من أصل جميع الأسر من عدة أفراد يعيشون في نفس المنزل ونسبة 5.3% كانت تتألف من شخص يعيش بمفرده يبلغ من العمر 65 عاماً أو أكثر. وبلغ متوسط حجم الأسرة المعيشية 2.89، أما متوسط حجم العائلات فبلغ 3.29.
بلغ العمر الوسطي للسكان 30.6 عاماً. وكانت نسبة 30.6% من القاطنين تحت سن الثامنة عشر، وكانت نسبة 8% بين الثامنة عشر والرابعة والعشرين عاماً، ونسبة 35.7% كانت واقعةً في الفئة العمرية ما بين الخامسة والعشرين والرابعة والأربعين عاماً، ونسبة 16.4% كانت ما بين الخامسة والأربعين والرابعة والستين، ونسبة 6% كانت ضمن فئة الخامسة والستين عاماً فما فوق. يوجد لكل 100 أنثى 101.3 ذكر، ويوجد لكل 100 أنثى في الثامنة عشر من عمرها فما فوق 97.9 ذكر.
بلغ متوسط دخل الأسرة في المدينة 50,052 دولارًا، أما متوسط دخل العائلة فبلغ 58,125 دولارًا. وكان متوسط دخل الذكور 31,964 دولارًا مقابل 31,541 دولارًا للإناث. وسجل دخل الفرد الخاص بالمدينة 21,004 دولارًا. وكانت نسبة 5.4% من العائلات ونسبة 7.1% من السكان تحت خط الفقر، وكان من هؤلاء نسبة 7.8% تحت سن الثامنة عشر ونسبة 12.8% في الخامسة والستين من العمر وما فوق.

### تعداد عام 2010
بلغ عدد سكان ماككيني 131,117 نسمة بحسب تعداد عام 2010، وبلغ عدد الأسر 44,353 أسرة وعدد العائلات 33,983 عائلة مقيمة في المدينة. في حين سجلت الكثافة السكانية 747.7 نسمة لكل كيلومتر مربع (1,936.5/ميل2). وبلغ عدد الوحدات السكنية 47,915 وحدة بمتوسط كثافة قدره 273.3 لكل كيلومتر مربع (707.8/ميل2).
وتوزع التركيب العرقي للمدينة بنسبة 74.81% من البيض و10.49% من الأمريكيين الأفارقة و0.71% من الأمريكيين الأصليين و4.06% من الأمريكيين ذوي الأصول الآسيوية و0.07% من سكان جزر المحيط الهادئ و6.75% من الأعراق الأخرى و3.11% من عرقين مختلطين أو أكثر و18.61% من الهسبانيون أو اللاتينيون من أي عرق.
بلغ عدد الأسر 44,353 أسرة كانت نسبة 48.7% منها لديها أطفال تحت سن الثامنة عشر تعيش معهم، وبلغت نسبة الأزواج القاطنين مع بعضهم البعض 61.7% من أصل المجموع الكلي للأسر، ونسبة 10.9% من الأسر كان لديها معيلات من الإناث دون وجود شريك، بينما كانت نسبة 4.1% من الأسر لديها معيلون من الذكور دون وجود شريكة وكانت نسبة 23.4% من غير العائلات. تألفت نسبة 18.7% من أصل جميع الأسر من عدة أفراد يعيشون في نفس المنزل ونسبة 4.8% كانت تتألف من شخص يعيش بمفرده يبلغ من العمر 65 عاماً أو أكثر. وبلغ متوسط حجم الأسرة المعيشية 2.91، أما متوسط حجم العائلات فبلغ 3.34.
بلغ العمر الوسطي للسكان 32.7 عاماً. وكانت نسبة 32% من القاطنين تحت سن الثامنة عشر، وكانت نسبة 7% بين الثامنة عشر والرابعة والعشرين عاماً، ونسبة 33.5% كانت واقعةً في الفئة العمرية ما بين الخامسة والعشرين والرابعة والأربعين عاماً، ونسبة 20.5% كانت ما بين الخامسة والأربعين والرابعة والستين، ونسبة 7% كانت ضمن فئة الخامسة والستين عاماً فما فوق. وتوزع التركيب الجنسي للسكان بنسبة 49.1% ذكور و50.9% إناث.

## المناخ
يظهر الجدول التالي التغييرات المناخية على مدار السنة لماككيني:
| البيانات المناخية لـماككيني         | البيانات المناخية لـماككيني | البيانات المناخية لـماككيني | البيانات المناخية لـماككيني | البيانات المناخية لـماككيني | البيانات المناخية لـماككيني | البيانات المناخية لـماككيني | البيانات المناخية لـماككيني | البيانات المناخية لـماككيني | البيانات المناخية لـماككيني | البيانات المناخية لـماككيني | البيانات المناخية لـماككيني | البيانات المناخية لـماككيني | البيانات المناخية لـماككيني |
| الشهر                               | يناير                       | فبراير                      | مارس                        | أبريل                       | مايو                        | يونيو                       | يوليو                       | أغسطس                       | سبتمبر                      | أكتوبر                      | نوفمبر                      | ديسمبر                      | المعدل السنوي               |
| ----------------------------------- | --------------------------- | --------------------------- | --------------------------- | --------------------------- | --------------------------- | --------------------------- | --------------------------- | --------------------------- | --------------------------- | --------------------------- | --------------------------- | --------------------------- | --------------------------- |
| الدرجة القصوى °ف (°م)               | 87 (31)                     | 95 (35)                     | 97 (36)                     | 100 (38)                    | 105 (41)                    | 108 (42)                    | 112 (44)                    | 118 (48)                    | 110 (43)                    | 99 (37)                     | 93 (34)                     | 89 (32)                     | 118 (48)                    |
| متوسط درجة الحرارة الكبرى °ف (°م)   | 52.5 (11.4)                 | 58.1 (14.5)                 | 65.6 (18.7)                 | 73.3 (22.9)                 | 80.2 (26.8)                 | 87.7 (30.9)                 | 92.7 (33.7)                 | 92.6 (33.7)                 | 85.4 (29.7)                 | 75.7 (24.3)                 | 63.2 (17.3)                 | 54.8 (12.7)                 | 73.5 (23.1)                 |
| متوسط درجة الحرارة الصغرى °ف (°م)   | 31.1 (−0.5)                 | 34.9 (1.6)                  | 42.2 (5.7)                  | 51.2 (10.7)                 | 60.8 (16.0)                 | 68.5 (20.3)                 | 72.0 (22.2)                 | 70.6 (21.4)                 | 64.2 (17.9)                 | 53.0 (11.7)                 | 42.4 (5.8)                  | 34.1 (1.2)                  | 52.1 (11.2)                 |
| أدنى درجة حرارة °ف (°م)             | −7 (−22)                    | −5 (−21)                    | 7 (−14)                     | 25 (−4)                     | 27 (−3)                     | 44 (7)                      | 50 (10)                     | 53 (12)                     | 39 (4)                      | 15 (−9)                     | 11 (−12)                    | −4 (−20)                    | −7 (−22)                    |
| الهطول إنش (مم)                     | 2.43 (62)                   | 2.91 (74)                   | 3.37 (86)                   | 3.65 (93)                   | 5.68 (144)                  | 4.11 (104)                  | 2.36 (60)                   | 2.16 (55)                   | 3.15 (80)                   | 4.24 (108)                  | 3.71 (94)                   | 3.24 (82)                   | 41.01 (1٬042)               |
| متوسط تساقط الثلوج إنش (سم)         | .8 (2.0)                    | 1.0 (2.5)                   | .1 (0.25)                   | 0 (0)                       | 0 (0)                       | 0 (0)                       | 0 (0)                       | 0 (0)                       | 0 (0)                       | 0 (0)                       | .2 (0.51)                   | .2 (0.51)                   | 2.3 (5.77)                  |
| متوسط أيام هطول الأمطار (≥ 0.01 in) | 7.3                         | 6.3                         | 7.6                         | 7.1                         | 8.9                         | 7.0                         | 4.5                         | 4.1                         | 5.9                         | 6.3                         | 6.6                         | 6.6                         | 78.2                        |
| متوسط الأيام المثلجة (≥ 0.1 in)     | .8                          | 1.0                         | .1                          | 0                           | 0                           | 0                           | 0                           | 0                           | 0                           | 0                           | .1                          | .2                          | 2.2                         |
| المصدر #1: NOAA                     |                             |                             |                             |                             |                             |                             |                             |                             |                             |                             |                             |                             |                             |
| المصدر #2: The Weather Channel      |                             |                             |                             |                             |                             |                             |                             |                             |                             |                             |                             |                             |                             |

## أعلام
- غوين سميث
- أنتوني لين
- تشاد هاغا
- سام غراي
- كونور دويل
- تشارلي بيسلي
- ديلون أندرسون